# Ministarstvo regionalnog razvoja, šumarstva i vodnoga gospodarstva Republike Hrvatske
Ministarstvo regionalnog razvoja, šumarstva i vodnoga gospodarstva je središnje tijelo državne uprave u Republici Hrvatskoj koje obavlja upravne i druge poslove koji se odnose na:
- planiranje, provođenje i koordinaciju aktivnosti regionalne razvojne politike i uspostave cjelovitog sustava programiranja, upravljanja i financiranja regionalnog razvoja
- poticanje razvoja područja koja zaostaju za nacionalnim razvojnim prosjekom kroz planiranje, organzaciju, provedbu i nadzor programa izgradnje, nadogradnje i sanacije objekata komunalne i socijalne infrastrukture i ostalih objekata
- poticanje razvoja prekogranične, međuregionalne i transnacionalne suradnje i pripreme višegodišnjih i godišnjih strateških i operativnih dokumenata za korištenje sredstava predpristupnih fondova Europske unije i ostalih međunarodnih izvora financiranja namijenjenih regionalnom razvoju
- predlaganje i koordinaciju provedbe državnih poticajnih mjera i regionalnih razvojnih programa i projekata te praćenje njihove provedbe i vrednovanje njihovih učinaka
- koordinaciju svih poslova vezanih za usklađivanje s Europskom unijom na području regionalne politike i upravljanja strukturnim instrumentima
- suradnju i koordiniranje potrebnih aktivnosti s jedinicama lokalne i regionalne (područne) samouprave, te s ostalim sudionicima i nositeljima u pripremi, organizaciji i provedbi razvojnih programa i projekata
- stambeno zbrinjavanje i pomoć prognanicima, izbjeglicama i povratnicima za njihov povratak, te naseljavanje i ostanak stanovništva na područjima od posebne državne skrbi
- obnovu stambenih jedinica, objekata infrastrukture i javne namjene te drugih objekata uništenih ratnim djelovanjima značajnim za razvitak područja stradalih u Domovinskom ratu
- šumarstvo, zaštitu šuma, uređivanje odnosa na šumama i šumskom zemljištu u vlasništvu države, vođenje evidencije šuma i ostalih upisnika
- obavljanje inspekcijskog nadzora u šumarstvu, provođenje Sporazuma o stabilizaciji i pridruživanju i projekata CARDS programa i ostalih oblika međunarodne pomoći i sporazuma u dijelu koji se odnose na šumarstvo
- uređenje odnosa i uvjeta proizvodnje, prometa i uporabe šumskog sjemena i šumskih sadnica, šumarske ekologije, zaštite šuma od elementarnih nepogoda i antropogenih utjecaja, požara, očuvanje šumskih genetskih izvora i šumskog reprodukcijskog materijala
- lovstvo, postupak ustanovljenja i ukidanja državnih lovišta, programa uzgoja i zaštite divljači i inspekcijske poslove koji se odnose na lovstvo
- drvnu industriju, evidenciju kapaciteta za primarnu preradu drva, proizvodnje celuloze, papira i drugih kapaciteta drvne industrije, praćenje i analiza tržišta drvnih proizvoda u EU i svijetu, poticanje uporabe obnovljivih izvora energije u obliku biomase, unaprjeđenje prerade i uporabe drva i drvnih proizvoda
- definiranje nacionalne politike upravljanja vodama i koordiniranje vodno-gospodarskog razvitka s potrebama gospodarskog razvitka i procesom približavanja Europskoj uniji, te sklapanje i provedba međudržavnih ugovora i drugih akata iz područja vodnoga gospodarstva, organizacija i provedba projekata u vodnom gospodarstvu
- upravljanje vodama i vodno-gospodarskim sustavom, uređenje vodotoka i drugih voda i zaštitu od štetnog djelovanja voda i leda; zaštitu od erozije i bujica zaštitu voda i zaštitu mora od zagađivanja s kopna
- hidromelioracijsku odvodnju i navodnjavanje zemljišta
- osiguravanje zalihe voda u svrhu vodoopskrbe naselja s pitkom vodom i gospodarstva s industrijskom vodom; korištenje vodnih snaga: planiranje i usklađivanje razvoja i izgradnje javnih vodoopskrbnih sustava i javnih kanalizacijskih sustava od državnog interesa
- inspekcijske poslove na zaštiti od voda, korištenju voda i zaštiti voda od zagađivanja.

Ministarstvo je osnovano 2008. godine.

## Ministri
Dužnost ministra regionalnog razvoja, šumarstva i vodnoga gospodarstva trenutačno obnaša Božidar Pankretić.

## Poveznice
- Državna uprava u Hrvatskoj

## Vanjske poveznice
- Ministarstvo regionalnog razvoja, šumarstva i vodnoga gospodarstva